# Кубањска Народна Република
Кубањска народна република (рус. Кубанская Народная Республика; укр. Кубанська Народна Республiка) је била краткотрајна држава кубањских козака, која је постојала на југу данашње Русије на крају Првог светског рата, односно током Руског грађанског рата од 1918. до 1920.
Њена територија одговарала је кубањском региону Руске империје, где су Козаци, традиционално најверније присташе царског режима, уживали одређени степен политичке аутономије. Након што је Фебруарска револуција 1917. свргнула цара и успоставила републички режим, Козаци не само да су изгубили свог главног покровитеља, већ је слом руске војске на Источном фронту подстакао многе Козаке да дезертирају како би заштитили своју домовину од могуће турске инвазије. У марту 1917. локални козаци су формирали сопствени скуп под називом Кубањска рада, који се прогласио јединим легитимним телом власти и који је само неколико месеци касније Привремену владу признао као легитимну владу Русије.
Пад Привремене владе у Октобарској револуцији и успостављање бољшевичког совјетског режима приморали су Козаке на радикалније кораке да сачувају свој положај. 28. јануара 1918. званично је проглашена Кубањска Народна Република, а 16. фебруара независност од Русије.
С друге стране, нова држава, слично републици Дон, суседном козачком ентитету на северу, била је дубоко политички подељена. Некозачко становништво се готово по правилу определило за бољшевике, који су 1918. на тој територији основали неколико ентитета, попут Кубањске совјетске републике, Кубањско-црноморске совјетске републике и, коначно, Севернокавкаске совјетске републике. Сами пак козаци били су подељени у две фракције - тзв црнци из приморских делова који су се залагали за независност и федерацију са Украјином, и уживали су подршку царске Немачке и Централних сила и тзв. редови који су се залагали за обнову предратне руске државе, односно лојалност снагама Антанте. Ови други су пронашли главну подршку у Генералу Беле Гарде Антону Дењикину и његовој добровољачкој војсци, која је до краја 1918. године успела да ослободи подручје Кубањ у највећој мери од бољшевика. Тада су се супротстављене фракције у Ради помириле под слоганом заједничке борбе против бољшевизма, а капитулација Централних сила, односно крај Првог светског рата, био је додатни ударац за Црноморце.
1919. Дењикин је наставио успешно напредовање на север. Али како се линија фронта померала према северу, кубањски козаци осећали су да све мање имају потребу за заштитом од бољшевика, а иницијативе за отцепљење од Русије су обновљене. Рада је у међувремену послала свог председника Луку Биха на Париску мировну конференцију да лобира за своју независност међу савезничким снагама.
Све ове иницијативе, међутим, велике офанзиве Црвене армије у марту 1920. године учиниле су бесмисленим. Под његовим ударцима антисовјетски фронт се срушио, а снаге Кубањске народне републике склониле су се на Крим под генералом Врангелом као и у суседну Грузију. Кубањска народна република је тада престала да постоји.
Територија Кубањске Народне Републике је припојена Руској СФСР. До 1922. године су трајали спорадични устанци и герилска активност антисовјетских козака. С друге стране, 1925. године на том подручју је изведен брутални програм декозакизације, а кубањски регион је тешко погођен у Голодомору почетком 1930-их.